# Waldjunge Ray
Als Waldjunge Ray oder Waldmensch Ray, teilweise auch als „Kaspar Hauser von Berlin“ betitelt, erlangte der Niederländer Robin van Helsum (* 22. April 1992 in Hengelo, Niederlande) in deutschen und internationalen Medien Bekanntheit. Der 20-jährige Mann gab sich gegenüber Berliner Behörden neun Monate lang als minderjährige Waise aus, bis zum Tod des Vaters wollte er mit ihm jahrelang im Wald gelebt haben. Im Juni 2012 konnte seine wahre Identität geklärt und seine bisherigen Aussagen widerlegt werden.

## Auffinden
Am 5. September 2011 meldete sich van Helsum im Roten Rathaus in Berlin. Seinen Namen gab er mit „Ray“ und sein Geburtsdatum mit dem 20. Juni 1994 an. Ferner erklärte er, fünf Jahre lang zusammen mit seinem Vater im Wald gelebt zu haben. Seine Mutter Doreen sei bei einem Autounfall ums Leben gekommen. Der Vater sei vor Wochen bei einem Sturz in freier Natur verstorben und dort von ihm selbst beerdigt worden. Der als 1,80 m groß, blond, athletisch und mit blauen Augen beschriebene Junge verfügte nur über geringe Deutschkenntnisse, konnte sich aber in gutem Englisch verständlich machen.
„Ray“, dessen Geschichte zunächst als glaubwürdig galt, wurde daraufhin dem Berliner Jugendamt übergeben. Dieses bestellte eine Vormundschaft und nahm ihn in einer betreuten Wohngemeinschaft in Berlin auf.

## Fahndung und Zweifel
Die Zusammenarbeit zwischen der Berliner Polizei und Interpol konnte keine neuen Erkenntnisse über die wahre Identität von „Ray“ erbringen. Fehlende Mangelerscheinungen und der äußerlich gepflegte Zustand des Jungen beim Auffinden ließen Zweifel an seiner Geschichte offen. Die Suche nach dem angeblichen Grab des Vaters fand unter anderem erfolglos auf der tschechischen Seite des Erzgebirges und in Österreich statt.
Die Berliner Polizei veröffentlichte am 12. Juni 2012 mit Zustimmung des Jugendamtes Tempelhof-Schöneberg Fotos des „Waldjungen Ray“ und bat die Bevölkerung um Mithilfe in dem Fall.

## Wahre Identität
Am 15. Juni 2012 veröffentlichte die Berliner Polizei in einer Pressemeldung, dass die Identität von „Ray“ geklärt sei. Auf einem im niederländischen Fernsehen veröffentlichten Bild wurde er von einer Freundin wiedererkannt. Eine Verwandte identifizierte ihn schließlich als den 20-jährigen früheren Hauptschüler Robin van Helsum aus der niederländischen Stadt Hengelo, der seine Ausbildung abgebrochen hatte. Van Helsum war von seinen Eltern am 2. September 2011 bei der Polizei als vermisst gemeldet worden. Sein Vater starb erst einige Monate nach van Helsums Verschwinden im Februar 2012, seine Mutter lebte noch. Da die Berliner Polizei über Interpol nach einem mutmaßlich Minderjährigen suchte, wurde nicht auf die Vermisstenanzeige eingegangen. Konfrontiert mit den Ermittlungsergebnissen gab „Ray“ zu, Robin van Helsum zu sein und seine bisherigen Angaben frei erfunden zu haben.
Nach der Aufdeckung des Betruges bereiteten die deutschen Behörden rechtliche Schritte gegen den Mann vor; unter anderem hatte sein neunmonatiger Aufenthalt in Berlin Kosten in Höhe von etwa 30.000 Euro verursacht. Das Betrugsverfahren wurde jedoch Ende September 2013 vor dem Jugendgericht eingestellt. Der 21-jährige wurde jedoch angewiesen, 150 Stunden gemeinnützige Arbeit zu leisten. Die Einstellung wurde damit begründet, dass der Schaden für den Steuerzahler gering gewesen sei. Hätte der damals Obdachlose sein wahres Alter angegeben, wäre er als Erwachsener mit Leistungen in ähnlicher Höhe unterstützt worden.

## Nachwirken
Die britische Schriftstellerin Claire Fuller wurde für ihren Roman Unsere unendlichen Tage, der 2015 mit dem Desmond Elliott Prize ausgezeichnet wurde, laut eigener Aussage vom Schicksal Robin van Helsums zu ihrem Buch inspiriert.

## Ähnliche Fälle
- Kaspar Hauser
- Piano Man